# Eugen Einenkel
Eugen Einenkel (* 18. August 1853 in Leipzig; † 16. März 1930 in Überlingen) war ein deutscher Anglist.

## Leben
Einenkel lernte an der Thomasschule zu Leipzig und studierte Anglistik bei Richard Paul Wülker und Moritz Trautmann an der Universität Leipzig. Er promovierte zum Dr. phil. an der Universität Bonn. Seine Habilitation folgte 1883 an der Akademie Münster. Dort wurde er 1892 zum Extraordinarius ernannt. Von 1893 bis 1930 war er Herausgeber der anglistischen Zeitschrift Anglia.